# Kukavica (Pristina)
Pour les articles homonymes, voir Kukavica.
Kukavicë en albanais et Kukavica en serbe latin (en serbe cyrillique : Кукавица) est une localité du Kosovo située dans la commune/municipalité de Pristina, district de Pristina (Kosovo) ou district de Kosovo (Serbie). Selon le recensement kosovar de 2011, elle compte 17 habitants, tous albanais.

## Démographie

### Évolution historique de la population dans la localité
| 1948 | 1953 | 1961 | 1971 | 1981 | 1991 | 2011 |
| ---- | ---- | ---- | ---- | ---- | ---- | ---- |
| 165  | 180  | 158  | 154  | 112  | 165  | 17   |

|  |